# Jonathan Bostic
Jonathan Earl Bostic (Wellington, 5 maggio 1991) è un giocatore di football americano statunitense che gioca nel ruolo di linebacker per il Washington Football Team della National Football League (NFL). Fu scelto nel corso del secondo giro (50º assoluto) del Draft NFL 2013 dai Chicago Bears. Al college ha giocato a football all’Università della Florida.

## Carriera professionistica

### Chicago Bears
Bostic fu scelto nel corso del secondo giro del Draft 2013 dai Chicago Bears. Debuttò come professionista nella vittoria della settimana 1 contro i Cincinnati Bengals. Nella settimana 7 contro i Washington Redskins disputò la prima gara come titolare mettendo a segno 8 tackle. Il primo intercetto in carriera lo fece registrare nella settimana 11 su Joe Flacco dei Baltimore Ravens nella vittoria dei Bears ai supplementari. Due settimane dopo mise a segno il primo sack in carriera contro i Minnesota Vikings. La sua stagione da rookie si concluse con 57 tackle, 2 sack e un intercetto in 16 partite, 9 delle quali come titolare. Nella successiva salì a 84 tackle in 13 presenze (8 come partente).
Nella gara del settimo turno della stagione 2020, Bostic fu espulso per un colpo proibito che infortunò il quarterback dei Dallas Cowboys Andy Dalton.

## Statistiche
| Partite totali      | 29  |
| Partite da titolare | 17  |
| Tackle              | 141 |
| Sack                | 2,0 |
| Intercetti          | 1   |

Statistiche aggiornate alle stagione 2014